# Ресторан Градска меана

Градска меана у Врању, ресторан је домаће кухиње, отворен 8. новембра 2008. године, у улици која носи назив знаменитог врањанца Јована Хаџивасиљевића, познатог етнолога.
Смештена је у амбијенту староградске куће на простору некадашњег дома породице Протић у чијем дворишту од маја до октобра функционише летња башта капацитета 80 седећих места, док капацитет унутрашњег дела је 60.
Поред домаћих јела, заступљена су и сва јела са роштиља, јела под сачем и остали специјалитети. Одређена јела се чак спремају на очиглед присутних гостију у једном кутку баште и то разне домаће пите, лепиње, ролована пилетина и прасетина, мућкалица на наш начин, разне врсте чорбица, затим јела под сачем – буткица, телетина, репови.